# Кондиционер

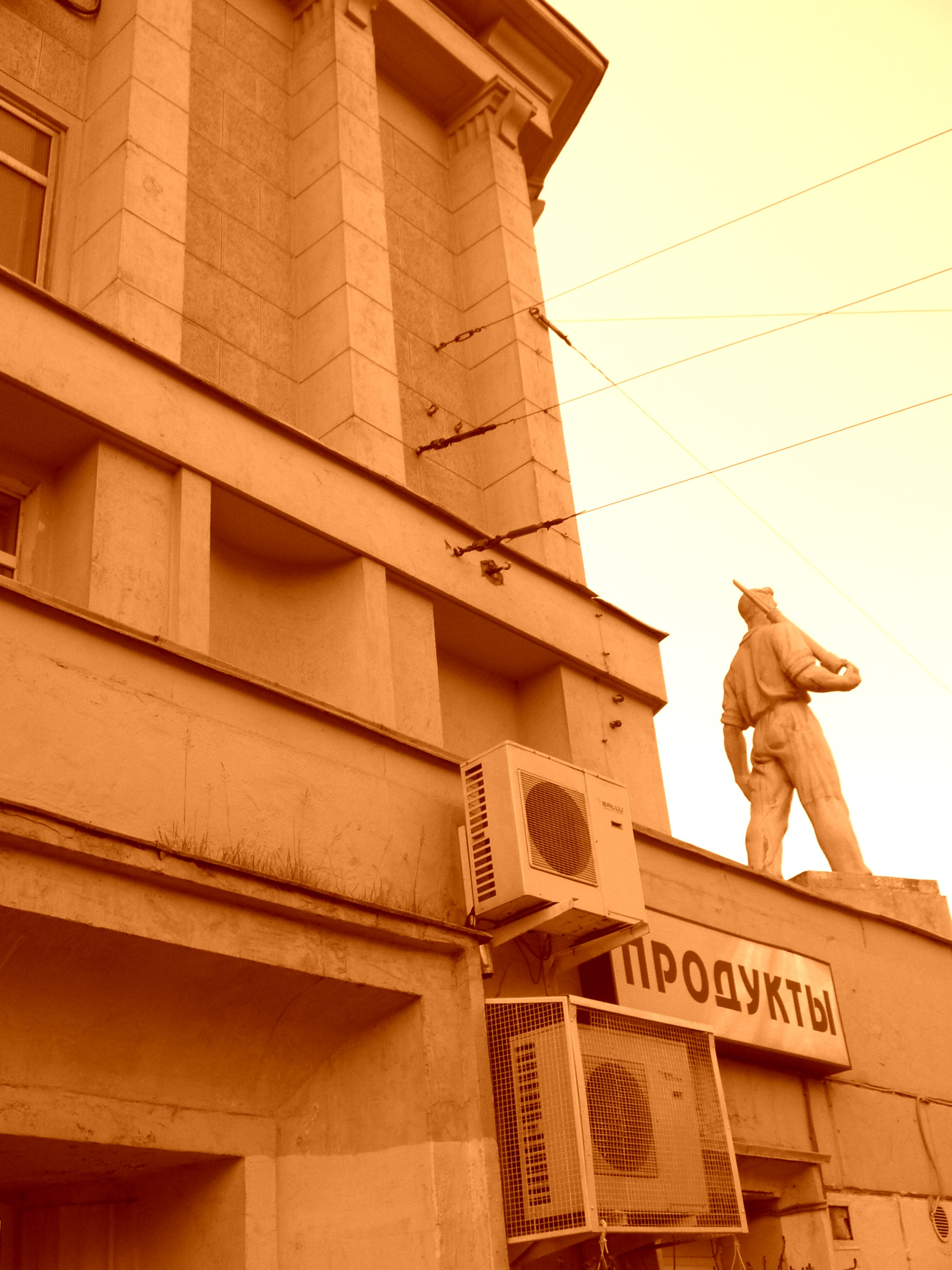
Наружные блоки сплит-систем. Яузский бульвар — жилой дом.

Кондиционе́р (англ. conditioner) — устройство для поддержания оптимальных климатических условий в помещениях строительных сооружений, транспортных средств и другой техники.
В простейшей форме кондиционер предназначен для регулирования и поддержания заданной температуры воздуха в помещении. Наиболее широко кондиционеры используются для снижения температуры воздуха внутри помещений в жаркое время года и круглогодично в помещениях, где образуется избыточное тепло (информационно-вычислительные центры, вагоны метро, салоны самолётов, аудитории, зрительные залы и т. д.) или требуется поддержание определённой температуры (продуктовые склады, операционные).
Кондиционеры с функцией теплового насоса наряду с охлаждением позволяют повышать температуру воздуха в холодное время года и могут использоваться как охлаждающий и отопительный прибор. Более сложные установки кондиционирования снабжены механизмами очистки воздуха от загрязняющих частиц, притока свежего воздуха, увлажнения воздуха, ионизации, обогащения воздуха кислородом и другими функциями, повышающими качество воздуха.

## История
Современное понятие «кондиционер» (air conditioner, от англ. air — воздух и condition — условие) как обозначение устройства для поддержания заданной температуры в помещении, существует достаточно давно.
Джейкобу Перкинсу приписывают первый патент на парокомпрессионный холодильный цикл, выданный 14 августа 1835 года и озаглавленный «Аппарат и средства для производства льда и охлаждающих жидкостей». Идея пришла от другого американского изобретателя, Оливера Эванса, который придумал эту идею в 1805 году, но так и не построил холодильник. Один и тот же патент был выдан отдельно как в Шотландии, так и в Англии.
Джон Горри в 1845 году оставил медицинскую практику и сосредоточился на проекте по созданию агрегата, способного охлаждать воздух. В результате Горри сконструировал первый в мире компрессор, сжимавший воздух, который затем, проходя через змеевик, расширялся и охлаждался. Этот принцип по сей день используется во всех холодильных установках и кондиционерах. На основе этого изобретения Джон Горри построил машину для производства льда. 6 мая 1851 года он получил на неё патент № 8080. Оригинальная модель этой машины и научные статьи, написанные Горри, хранятся в Смитсоновском институте. Однако патенты на «аппарат и средства для производства льда и охлаждающих жидкостей» уже были выданы в 1835 году в Англии и Шотландии изобретателю американского происхождения Джейкобу Перкинсу, который стал известен как «отец холодильника». Горри стремился собрать деньги на производство своей машины, совершал поездки по южным городам с целью найти финансовую поддержку, но затея потерпела неудачу, когда умер его партнёр. Джон был вынужден вернуться к своему прежнему занятию и до конца жизни проработал врачом.
Интересно, что впервые слово кондиционер было произнесено вслух ещё в 1815 году. Именно тогда француз Жанн Шабаннес получил британский патент на метод «кондиционирования воздуха и регулирования температуры в жилищах и других зданиях». Собственно говоря, для английского языка глагол to condition является вполне стандартным и означает в том числе и «улучшать что-либо до желаемого состояния», в данном случае — воздух до состояния, комфортного для человека с точки зрения температуры, влажности и прочих параметров; таким образом, conditioner по правилам словообразования в английском языке — это просто то или тот, кто такое приведение чего-либо в определённое состояние осуществляет, а не какой-либо неологизм. Отсюда же — кондиционер для волос и белья, которые являются уже не приборами, а средствами бытовой химии.
Кондиционирование воздуха (аэрорефрижирация) применялось в пороховых погребах военных судов.
Однако практического воплощения идеи пришлось ждать достаточно долго. Только в 1902 году американский инженер-изобретатель Уиллис Кэрриер собрал промышленную холодильную машину для типографии Бруклина в Нью-Йорке. Самое любопытное, что первый кондиционер предназначался не для создания приятной прохлады работникам, а для борьбы с влажностью, сильно ухудшавшей качество печати.
«Ископаемым» предком всех современных сплит-систем и оконников может считаться первый комнатный кондиционер, выпущенный компанией General Electric ещё в 1929 году. Поскольку в качестве хладагента в этом устройстве использовался аммиак, пары которого небезопасны для здоровья человека, компрессор и конденсатор кондиционера были вынесены на улицу. То есть по своей сути это устройство было самой настоящей сплит-системой. Однако, начиная с 1931 года, когда был синтезирован безопасный для человеческого организма первый фреон, конструкторы сочли за благо собрать все узлы и агрегаты кондиционера в одном корпусе. Так появились первые оконные кондиционеры, далекие потомки которых успешно работают и в наши дни.
Долгое время лидерство в области новейших разработок по вентиляции и кондиционированию воздуха принадлежало американским компаниям, однако, в конце 50-х — начале 60-х годов XX века инициатива прочно перешла к японцам. В дальнейшем именно они определили лицо современной индустрии климата.
В 1958 году японская компания Daikin предложила первый тепловой насос, тем самым научив кондиционеры подавать в помещение не только холод, но и тепло.
В 1961 году произошло событие, в значительной мере предопределившее дальнейшее развитие бытовых и полупромышленных систем кондиционирования воздуха — это начало массового выпуска сплит-систем японской компанией Toshiba. Toshiba впервые запустила в серийное производство кондиционер, разделённый на два блока, и популярность этого типа климатического оборудования стала постоянно расти. Благодаря тому, что наиболее шумная часть кондиционера — компрессор — теперь была вынесена на улицу, в помещениях, оборудованных сплит-системами, стало намного тише, чем в комнатах, где работают оконники. Уровень шума был значительно уменьшен. Вторым плюсом стала возможность разместить внутренний блок сплит-системы в любом удобном месте.
Сегодня выпускается немало различных типов внутренних устройств: настенные, подпотолочные, напольные и встраиваемые в подвесной потолок — кассетные и канальные. Это важно не только с точки зрения дизайна — различные типы внутренних блоков позволяют создавать оптимальное распределение охлаждённого воздуха в помещениях определённой формы и назначения.
В 1968 году на рынке появился кондиционер, в котором с одним внешним блоком работало сразу несколько внутренних. Так появились мультисплит‑системы. Сегодня они могут включать в себя от двух до девяти внутренних блоков различных типов.
Существенным нововведением стало появление кондиционера инверторного типа. В 1981 году компания Toshiba предложила первую сплит-систему, способную плавно регулировать свою мощность, а уже в 1998 году инверторы заняли 95 % японского рынка.
В 1982 году, в результате доработки мультисплит-системы компанией Daikin, появился её вариант с возможностью регулировки мощности для каждого отдельного внутреннего блока, который был зарегистрирован под торговым названием VRV (Variable Refrigerant Volume, переменный объём хладагента), другими производителями именуемый как VRF (Variable Refrigerant Flow, переменный поток хладагента).

## Виды
Центральные кондиционеры — промышленные агрегаты, которые применяются для обработки воздуха в крупных коммерческих и административных зданиях, плавательных бассейнах, промышленных предприятиях и других. Центральный кондиционер является неавтономным, то есть для работы ему необходим внешний источник холода: вода от чиллера, фреон от внешнего компрессорно-конденсаторного блока или горячая вода от системы центрального отопления, бойлера. Основными целевыми функциями данных систем являются: комфортная вентиляция с рекуперацией тепла, нагревом и охлаждением; вентиляция и осушение в помещениях плавательных бассейнов; промышленная вентиляция с рекуперацией и без рекуперации тепла. Обработанный центральными кондиционерами воздух по сети воздуховодов распределяется по всему помещению.
Прецизионные кондиционеры — применяются в помещениях, требующих поддержания заданных параметров с высокой надёжностью и точностью, таких как медицинские учреждения, производственные помещения, лаборатории, посты управления, узлы связи, залы электронных вычислительных машин, диспетчерские пункты и другие помещения. Представляет собой моноблок, который содержит вентиляционный агрегат, фильтр, холодильную машину с хладоновым воздухоохладителем, водяной воздухонагреватель и электрический калорифер. Применяется кондиционер как в системах с рециркуляцией воздуха, так и в системах со 100 % приточным воздухом.
Винные кондиционеры — используются в погребах и помещениях для хранения дорогих вин, где всегда должен поддерживаться строго определенный микроклимат. Температура воздуха — 12 °C, влажность воздуха 60-70 %. Только в этом случае вина могут храниться в течение долгого времени. Вино в правильно оборудованных погребах с каждым годом становится всё более выдержанным и дорогим.
Автономные системы кондиционирования воздуха снабжаются извне только электрической энергией, например, шкафные кондиционеры и тому подобное. Такие кондиционеры имеют встроенные компрессионные холодильные машины, работающие на фреоне — R-22, R-134a, R-407C, R-32. Автономные системы охлаждают и осушают воздух, для чего вентилятор продувает рециркуляционный воздух через поверхностные воздухоохладители, которыми являются испарители холодильных машин, а в переходное или зимнее время они могут производить подогрев воздуха с помощью электрических подогревателей или методом реверсирования работы холодильной машины, по циклу так называемого «теплового насоса».
Большинство бытовых кондиционеров не могут работать при отрицательных наружных температурах, особенно в режиме подогрева, поэтому в средних широтах использовать их вместо обычных систем отопления можно только в переходный период. Кондиционеры, адаптированные к работе и при отрицательных температурах, называются всесезонными (тепловыми насосами «воздух-воздух»).
Для охлаждения небольших объёмов (например, внутренних полостей какого-либо оборудования, процессоров ПК) иногда используют кондиционеры, основанные на элементах Пельтье. Такие кондиционеры бесшумны, легки, не имеют движущихся деталей, надёжны и компактны, но имеют очень ограниченную холодопроизводительность, дороги и менее экономичны.
Кондиционер воздуха, работающий на наружном воздухе, называется приточным; на внутреннем воздухе — рециркуляционным; на смеси наружного и внутреннего воздуха — кондиционером с рекуперацией.
1. Мобильные — кондиционеры, не требующие монтажа. Делятся на моноблочные и мобильные сплит-системы. В моноблочных кондиционерах для использования достаточно вывести гибкий шланг[2] или, для мобильных сплит-систем, особый блок из помещения для отвода тёплого воздуха. Конденсат обычно скапливается в поддоне в нижней части мобильного кондиционера. У подобных систем упрощён монтаж и обслуживание, так как отсутствуют разъёмные соединения фреоновой магистрали. Недостаток систем: высокая цена, большие габариты, ограничения по установке, высокий уровень шума при работе.
2. Оконные — состоящие из одного блока; монтируются в окне, стене и прочее. Недостатки: высокий уровень шума, уменьшение освещённости помещения из-за сокращения площади оконного проёма, низкая производительность. Преимущества: дешевизна, лёгкость монтажа и последующего обслуживания, отсутствие разъёмных соединений в хладоновой магистрали и, как следствие, отсутствие утечки фреона, максимально возможный коэффициент полезного действия, длительный срок службы.
3. Сплит-системы (англ. split «расщепление») — состоят из двух блоков, внутреннего и наружного размещения, соединённых между собой медными трубами, по которым циркулирует хладагент. Наружный блок содержит (подобно холодильнику) компрессор, конденсатор, дроссель и вентилятор; внутренний блок — испаритель и вентилятор. Различаются по типу исполнения внутреннего блока: настенный, канальный, кассетный, напольно-подпотолочный (универсальный тип), колонный и другие. Так же сплит системы бывают: инверторные и неинверторные (обычные). Преимущества — низкий уровень шума, компактность внутреннего блока, удобство в использовании. Недостатки — довольно трудоемкий монтаж, внешний блок может портить внешний вид здания (а иногда его монтаж затруднён или невозможен), возможность нарушения герметичности магистралей.
4. Мультисплит-системы — состоят из одного или нескольких наружных блоков (при необходимости увеличения общей мощности) и нескольких, обычно двух, внутренних блоков, связанных между собой медными трубами, по которым циркулирует хладагент. Как и обычные, сплиты различаются по типу исполнения внутренних блоков; все блоки имеют раздельное управление. Особенность мультисплит-систем с изменяемым расходом хладагента (VRF, VRV и так далее) состоит в том, что наружные блоки меняют свою холодопроизводительность (мощность) в зависимости от потребностей внутренних блоков.

## Устройство кондиционеров
Наибольшее распространение имеют кондиционеры компрессионного типа. Кроме этого существуют также кондиционеры абсорбционного и испарительного типов. Компрессорные кондиционеры (работающие по обратному циклу Ренкина) в большинстве случаев могут работать как на охлаждение, так и на нагрев воздуха. Испарительные кондиционеры кроме охлаждения осуществляют также увлажнение воздуха и вентиляцию.

### Компрессорный кондиционер

Устройство компрессорного кондиционера в «оконной» компоновке

Основными узлами любого местного автономного кондиционера компрессионного типа (как и любой холодильной установки, работающей по обратному циклу Ренкина) являются:
- Компрессор — сжимает рабочую среду — хладагент (как правило, фреон) и поддерживает его движение по холодильному контуру. В компрессоре происходит процесс адиабатического сжатия хладагента. В идеальном цикле этот процесс является изоэнтропным (то есть изменения энтропии не происходит), в то же время в реальных адиабатических процессах энтропия увеличивается.
- Конденсатор — радиатор, расположенный во внешнем блоке. Название отражает процесс, происходящий при работе кондиционера — переход газа из газообразной фазы в жидкую (конденсация). Для высокой эффективности и длительной эксплуатации преимущественно изготавливается из меди и алюминия. Здесь происходит изобарное охлаждение хладагента ниже температуры насыщения при данном давлении.
- Испаритель — радиатор, расположенный во внутреннем блоке. В испарителе при резком снижении давления фреон переходит из жидкой фазы в газообразную (кипение). В основном изготавливается из меди и алюминия. Здесь происходит изобарный нагрев хладагента до температуры насыщения при данном давлении, причём, фреон здесь должен выкипать полностью до входа компрессора.
- Терморегулирующий вентиль — трубопроводный дроссель, который понижает давление фреона перед испарителем. Он осуществляет процесс адиабатного дросселирования — процесс, при котором энтальпия хладагента не меняется, однако энтропия при этом процессе возрастает, поскольку процесс дросселирования является необратимым. При дросселировании термодинамическая работа не совершается.
- Вентиляторы — создают поток воздуха, обдувающего испаритель и конденсатор. Используются для более интенсивного теплообмена с окружающим воздухом.

### Испарительный кондиционер

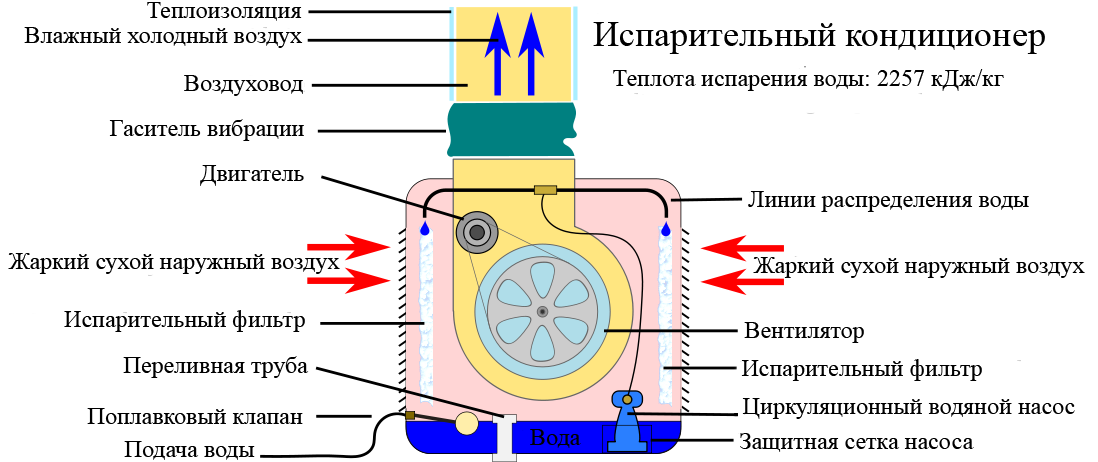
Устройство кондиционера с прямым испарением

Конструкция кондиционера сравнительно проста и не содержит потенциально опасных веществ. Основными узлами кондиционера испарительного типа являются:
- Корпус и поддон, изготавливаемые из металла или прочной пластмассы, которая устойчива не только к водяной среде, суточным перепадам температуры, но и выдерживает минусовые температуры наружного воздуха.
- Испарительные фильтры, изготавливаемые из специальной целлюлозы и имеющие форму сот, что позволяет максимально увеличить площадь контакта воды с подаваемым воздухом. Степень насыщения фильтров водой может достигать более 90 %.
- Электродвигатель и вентилятор влагозащищенного исполнения, позволяющий изменять частоту вращения и тем самым регулировать количество подаваемого воздуха.
- Водяной насос и клапаны подачи и слива воды. Кондиционер испарительного типа оснащается водяным насосом, который постоянно насыщает фильтры водой. Забор воды осуществляется из поддона кондиционера, уровень которой поддерживается автоматически. Клапан слива воды предназначен для периодического слива воды из поддона для удаления всех отфильтрованных из воздуха частиц.

Конструкция кондиционера с непрямым испарением несколько совершеннее, в результате чего испаряемая влага не попадает в помещение.

## Принципы работы кондиционеров

### Кондиционер компрессионного типа

1 — конденсатор
2 — терморегулирующий вентиль
3 — испаритель
4 — компрессор

Компрессор, конденсатор, дроссель (капиллярная трубка, терморегулирующий аппарат) и испаритель соединены тонкостенными медными либо алюминиевыми трубками и образуют холодильный контур, внутри которого циркулирует хладагент (традиционно в кондиционерах используется смесь фреона с небольшим количеством компрессорного масла).
В процессе работы кондиционера происходит следующее (рассмотрим на примере фреона R22). На вход компрессора из испарителя поступает газообразный хладагент под низким давлением в 3-5 атмосфер и температурой от +10 до +20 °C. Компрессор кондиционера сжимает хладагент до давления 15-25 атмосфер, в результате чего хладагент нагревается до +70-90 °C, после чего поступает в конденсатор.
Благодаря более низкой температуре окружающего конденсатор воздуха, хладагент выделяет в него часть своего тепла и переходит из газообразной фазы в жидкую. Вентилятор на конденсаторе служит для цели уменьшения размера конденсатора, при сохранении требуемой величины теплообмена.
На выходе конденсатора хладагент находится в жидком состоянии, под высоким давлением и с температурой на 10-20 °C выше температуры атмосферного (наружного) воздуха. Из конденсатора тёплый хладагент попадает в терморегулирующий вентиль, который в простейшем случае представляет собой капилляр (длинную тонкую медную трубку, свитую в спираль). На выходе терморегулирующего вентиля давление и температура хладагента существенно понижаются, часть хладагента при этом может испариться.
После дросселирующего устройства (капиллярной трубки или ТРВ) смесь жидкого и газообразного хладагента с низким давлением поступает в испаритель. В испарителе жидкий хладагент переходит в газообразную фазу с поглощением тепла, соответственно, воздух, проходящий через испаритель, остывает. Далее газообразный хладагент с низким давлением поступает на вход компрессора и весь цикл повторяется. Этот процесс лежит в основе работы любого кондиционера и не зависит от его типа, модели или производителя.
Работа кондиционера (холодильника) без отвода тепла от конденсатора (или горячего спая элемента Пельтье) принципиально невозможна. Это фундаментальное ограничение, вытекающее из второго закона термодинамики. В обычных бытовых установках это тепло является бросовым и отводится в окружающую среду. Причём его количество превышает величину, поглощённую при охлаждении помещения (камеры), так как при сжатии компрессором фреона затрачивается энергия, переходящая в том числе в тепло. В более сложных устройствах это тепло утилизируется для бытовых целей: горячее водоснабжение и другое.

### Кондиционер испарительного типа

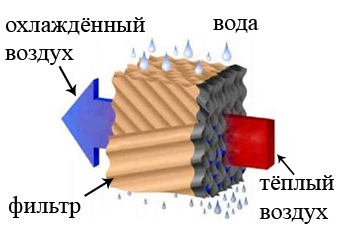
Принцип работы кондиционера испарительного типа с прямым испарением

Как следует из названия, кондиционеры этого типа работают за счёт испарения. В качестве испаряемой жидкости применяется вода. Тёплый наружный воздух с помощью вентилятора проходит через влажные фильтры и, охлаждаясь, попадает в кондиционируемое помещение. Эффективность охлаждения зависит от влажности наружного воздуха. Чем ниже влажность, тем сильнее идёт испарение воды из фильтров, тем эффективнее работает кондиционер.
Достоинства.
- Испарительные кондиционеры потребляют во много раз меньше электроэнергии чем компрессионные кондиционеры с такой же охлаждающей мощностью, что позволяет использовать их для охлаждения очень больших площадей.
- Относительно простая конструкция состоящая из одного наружного блока.
- Постоянный приток в помещение свежего наружного воздуха.

Недостатки.
- Низкая эффективность во влажном климате.
- Повышение влажности охлаждённого воздуха может быть нежелательно для некоторых видов помещений. Кондиционеры с непрямым испарением лишены этого недостатка.
- Необходим подвод воды к кондиционеру.

## Неисправности
Одна из наиболее серьёзных неисправностей связана с устройством кондиционера и возникает в том случае, если в испарителе фреон не успевает полностью перейти в газообразное состояние. В этом случае на вход компрессора попадает жидкость, в результате чего компрессор выходит из строя из-за гидроудара. Причин, по которым фреон не успевает испариться, может быть несколько, но самые распространённые вызваны неправильной эксплуатацией плохо спроектированного кондиционера. Во-первых, причиной неисправности могут стать загрязнённые фильтры (при этом ухудшается обдув испарителя и теплообмен), во-вторых — включение кондиционера при отрицательных температурах наружного воздуха, а также неисправность терморегулирующего вентиля. При отрицательных температурах (ниже −10 °C) существует реальная угроза попадания жидкого фреона в полость компрессора, что приводит к его поломке. В более дорогих, правильно спроектированных системах присутствуют дополнительные датчики, ёмкости, исключающие попадание жидкого фреона на вход компрессора. В таких системах наиболее вероятной поломкой становится отказ одного из датчиков, что, впрочем, оставляет холодильную систему жизнеспособной. В бытовых оконных кондиционерах БК-1500, БК-2500 производства СССР (Бакинский завод), для устранения данного явления применялся докипатель (он применяется во многих моделях среднего и верхнего ценового диапазона кондиционеров).
Утечка хладагента также может повлечь за собой неправильную/неэффективную работу кондиционера. В основном причиной утечки является выполненная с нарушениями монтажа фреоновая магистраль, например, некачественной развальцовкой трубок. Со временем, наиболее заметным внешним проявлением утечки, кроме снижения производительности, является обмерзание вентиля (сторона низкого давления) на внешнем блоке сплит-системы, либо (реже) — обмерзание испарителя, что обуславливается понижением давления хладагента, которое в норме для кондиционеров на хладагенте R22 составляет 4,3 бар (на стороне низкого давления) при наружной температуре воздуха + 25 °C. Однако обмерзание может наблюдаться и по другим причинам, например, при попадании влаги в контур, или при попадании мусора.
Наличие воздуха и влаги в контуре со временем может привести к выходу из строя компрессора, закупориванию капилляра ледяными пробками. Причиной попадания воздуха в контур также является некачественный монтаж сплит‑системы. При правильном монтаже после сборки контура производится его вакуумирование в течение определённого времени (зависит от объёма контура, и для бытовых систем обычно составляет от 20 минут до часа) специальным вакуумным насосом, с целью удаления воздуха и испарения влаги, присутствующей в контуре.
Конденсация влаги в системе кондиционирования приводит к быстрому развитию микроорганизмов на влажных поверхностях внутреннего блока с последующим попаданием их в помещение. Насыщенность воздуха микроорганизмами способствует развитию заболеваний дыхательных путей и кожи.
Для реверсивных кондиционеров, способных работать как на охлаждение, так и на нагрев кондиционируемого объёма, возможно заклинивание реверсивного клапана, изменяющего направление переноса тепла. В этом случае кондиционер не может изменить направление переноса тепла, может нормально работать только «в одну сторону», как правило — на охлаждение.

## Смарт-кондиционер
Сегодня существуют смарт-кондиционеры или «умные» кондиционеры, которые имеют встроенный компьютер и подключаются к интернету или системе умного дома, и могут контролироваться и управляться с помощью смартфона, интернет‑планшета или компьютера либо ноутбука, подключённого к интернету. С помощью программного приложения на смартфоне можно контролировать работу «умного» кондиционера дистанционно (не находясь в помещении). Это даёт возможность, находясь на значительном расстоянии от места установки кондиционера, включать или выключать его, изменять режим работы или устанавливать необходимую температуру воздуха в помещении. И таким образом, к моменту приезда домой или в офис, параметры воздуха в кондиционируемом помещении будут соответствовать вашим требованиям. С помощью данной технологии можно задать чёткую программу кондиционеру, в соответствие с которой он будет работать в течение дневного или недельного периода эксплуатации.